# Hōtō-ji
Le Hōtō-ji 宝塔寺) est un temple bouddhiste de l'école Nichiren situé dans l'arrondissement de Fushimi à Kyoto.
Le Hōtō-ji est une émanation du Gokuraku-ji (極楽寺), temple de l'école Shingon fondé par le moine Shōbō (聖宝) et construit par Fujiwara no Mototsune. 
La porte à quatre piliers (四脚門, shikyakumon) et la pagode à deux niveaux (tahōtō; particularité : rez-de-chassée carré, étage en arrondi) remontent à l'époque Muromachi.